# Горностаевский сельский совет (Новотроицкий район)
Горностаевский сельский совет (укр. Горностаївська сільська рада) — входит в состав
Новотроицкого района
Херсонской области
Украины.
Административный центр сельского совета находится в 
с. Горностаевка
.

## Населённые пункты совета
- с. Горностаевка